# 富山シティエフエム

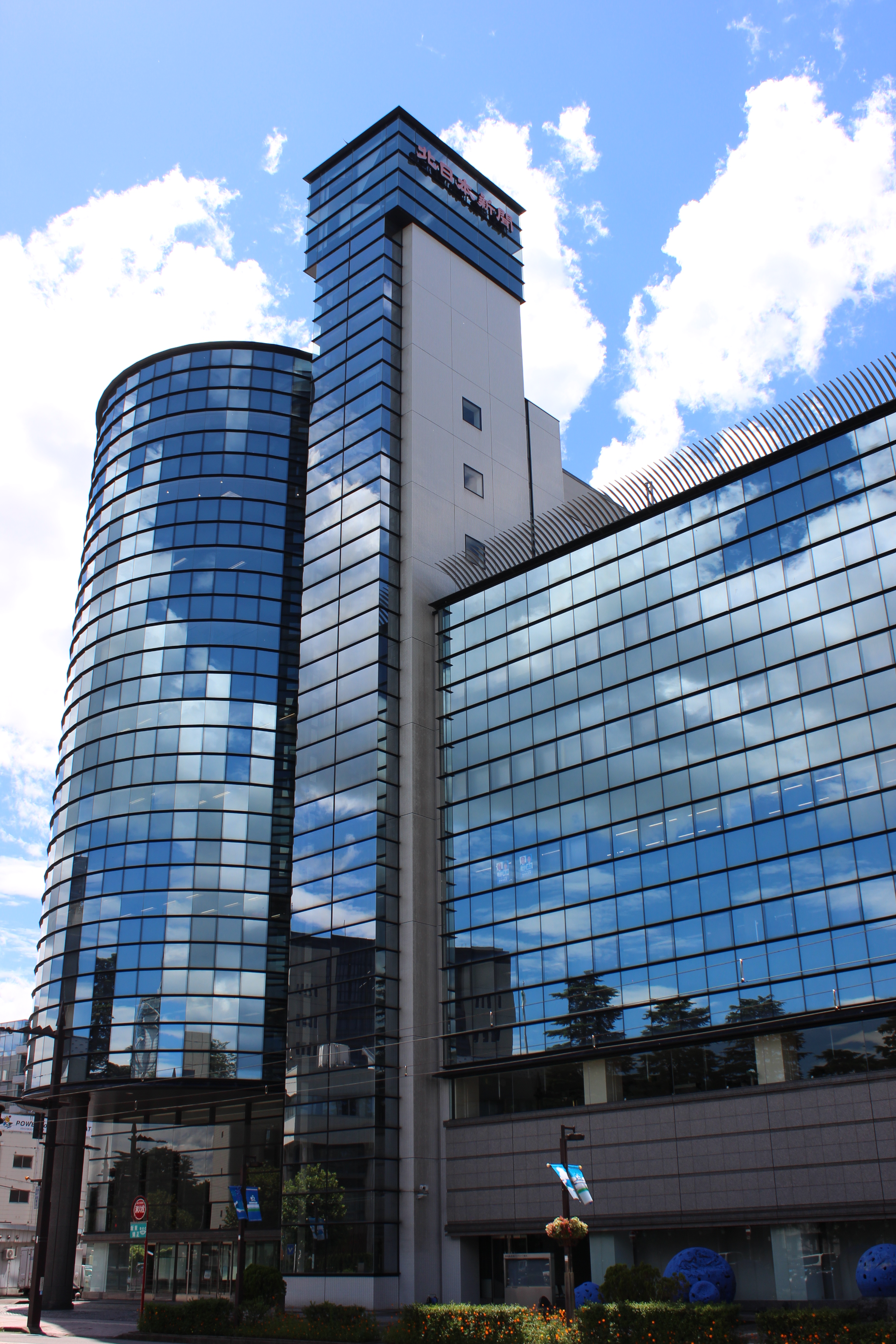
本社スタジオがある北日本新聞社本社ビル

富山シティエフエム株式会社（とやまシティエフエム）は、富山県富山市、射水市、滑川市、中新川郡舟橋村・立山町・上市町の各一部地域を放送区域として超短波放送（FM放送）を行っている特定地上基幹放送事業者である。1997年7月7日開局で、City-FM（シティエフエム、ロゴマークはハイフンの表記がないCity FM）の愛称でコミュニティ放送を行っている。

## 概要
富山県の地方紙である北日本新聞社の子会社（36%の出資比率、2020年時点）であり、本社スタジオおよび送信所を北日本新聞社本社ビル内に持つ。放送エリアとしている富山市は平成の大合併により広大な市域となっているが、中継局の増備などは行われていないため可聴範囲は市の中心部とその周辺の地域に限られる。そのため、CATVによる再送信も行われている。また、富山市と災害協定を結んでいる。2014年2月17日、JCBAインターネットサイマルラジオでの再送信を開始（富山県のコミュニティFMでは初）。

## 沿革
- 1997年（平成9年）
  - 2月1日 - 愛称を「City-FM」に決定（同年1月1日から1月20日にかけて愛称を募集していた）[1]。
  - 7月7日[2] - 富山県内初の第三セクター方式の運営とするコミュニティFM局として、午前7時より本放送開始[1]。

## 主な番組
自社制作番組を中心に、J-WAVEなどの他局制作番組の放送、Jリーグのカターレ富山戦実況中継も行われている。
かつてはミュージックバードの番組も放送されていたが、2020年7月改編で終了した。

### 現在の主な番組
2022年時点。現在の番組の詳細は、公式サイトの番組表または番組/パーソナリティを参照。
| 月曜 - 金曜 - モーニングCity（エフエムとなみへネット） - スマイル＋（月曜 - 木曜） - トワイライトシティ 金曜 - 週末★金曜便 - よーいちのトリプルエックス - 豊田麻衣のきっかけラジオ。〜はじまりのおと〜 - コミュネットとやま（富山県広報番組、エフエムいみずを除く県内4局ネット） | 土曜 - In a light mood 〜楽しい気分で〜（翌日再放送あり） - 友井健太郎のSWINGしようぜ（当日再放送あり） - 幸せに生きるために（翌日再放送あり） - 青春の詩 - 旅するK-POP | 平日・土日にわたって複数回リピート放送 - 塚原豊治のオールディーズ - とやま「音」さんぽ - Jazz City - 星の地図を広げて〜星槎国際高等学校〜 - よしもとかよ 日々是好日 - 越中むかしものがたり - 藤田小百合のハレ暦 - チョコラジ! - LOVEBUZZのラジオ - 中沖いくこの虹色クラシック（エフエムとなみ制作） |

### 特別番組
- 富山民放ラジオ7局ネット 防災スペシャル（9月1日または9月2日以降の平日 9:00 - 11:00）[8][9]
  - 富山シティエフエム・北日本放送（KNBラジオ）・富山エフエム放送（FMとやま）・新川コミュニティ放送（ラジオ・ミュー）・エフエムとなみ・エフエムいみず・ラジオたかおかの7局共同制作。JCBAインターネットサイマルラジオのほか、KNBラジオ・FMとやまを通じてradikoでも配信される（FMとやまではAuDeeでも配信）。

### 過去の番組
- 情報アラカルト
- まるごとイタリアン
- HAPPY EVER AFTERNOON
- azmic-radio
- 縁結子の演歌で縁結び
- HIROMIのラグジュアリーナイト
- PLANET OF SOUND
- 詮索と置換など
- Funky Tune
- スペースアートフェスティバル
- WAO100満ボルト
- モバイルSTATION
- Friday City Navi
- 七色唐辛子
- Saturday Morning View
- CITY HITS RANKING JP TOP10
- ステージドア～劇場への誘惑～
- 朗読カフェ
- BON BON CAFE in マリエとやま
- 民謡寺子屋 専正寺
- 吉田真梨ときめき☆れいんぼ～
- サンデー・ラウンジ ふたりでお茶を
- ウインド・ブラス・コレクション
- 音楽を聴こう
- 音楽カフカ
- 04HOUR PARTY PEOPLE
- ラジオでいっぷく
- 吉野美奈子ミュージアム・ブレイク
- サンセットCity
- 777オールディーズ
- エイジアシーズン akkyのスーパーキュウリ
- 屋木ヒデヒトのミュージックリファレンス
- スマイル!
- せからしや　清水トモキのせかラジ屋
- 大人トーク　ウェルカム♪
- 宮本聡美の輝ットキト！（現在は「with Radio」内コーナー）
- サウンド&リリックス
- 金曜日はドキドキ!!
- GO!GO!City
- グッドタイム・ミュージック
- POPSおやじのミュージックマシンガン

## パーソナリティ
- 小原源
- 河内麻美
- 島田愛子
- 長沢夕希
- 水上啓子
- 垣田文子
- 稲葉美重子
- 市井啓子
- よしもとかよ
- Yasuco
- 豊田麻衣
- 屋木ヒデヒト
- Vienolossi

ほか

## 編成形態
放送
- 5時開始起点の24時間放送。原則として放送休止時間帯は設定されていない。

ネット番組の時間帯
2020年4月時点。なお、同年7月からミュージックバードの旧放送枠は自社制作番組あるいはJ-WAVEの番組に割り当てしている。
- J-WAVE
  - 月曜 - 木曜：20:00 - 2:00
  - 金曜：9:00 - 11:30、1:00 - 3:00、4:00 - 5:00
  - 土曜：19:00 - 21:00、0:00 - 5:00
  - 日曜：13:00 - 18:00、19:00 - 20:00、0:00 - 1:00
- ミュージックバード（ほかのコミュニティFMの番組も含む）
  - 月曜：6:00 - 7:00、15:00 - 17:00、18:30 - 19:00、3:00 - 4:00
  - 火曜 - 木曜：6:00 - 7:00、15:00 - 15:55、3:00 - 4:00
  - 金曜：6:00 - 7:00、11:30 - 12:00、15:00 - 15:55、3:00 - 4:00
  - 土曜：5:00 - 7:00、10:00 - 12:00、18:00 - 19:00、21:00 - 21:30、22:00 - 24:00
  - 日曜：5:00 - 7:00、9:00 - 10:00、23:00 - 24:00、1:00 - 5:00